# Lorenzo Serres
Lorenzo Serres (28 de mayo de 1998) es un deportista francés que compite en ciclismo de montaña en la disciplina de campo a través.
Ganó tres medallas en el Campeonato Mundial de Ciclismo por Eliminación, entre los años 2017 y 2023, y tres medallas en el Campeonato Europeo de Ciclismo de Montaña entre los años 2018 y 2021.

## Medallero internacional
| Campeonato Mundial | Campeonato Mundial        | Campeonato Mundial | Campeonato Mundial |
| Año                | Lugar                     | Medalla            | Competición        |
| ------------------ | ------------------------- | ------------------ | ------------------ |
| 2017               | Chengdu (China)           | Medalla de bronce  | Eliminación        |
| 2018               | Chengdu (China)           | Medalla de bronce  | Eliminación        |
| 2023               | Palangka Raya (Indonesia) | Medalla de plata   | Eliminación        |
| Campeonato Europeo |                           |                    |                    |
| Año                | Lugar                     | Medalla            | Competición        |
| 2018               | Graz (Austria)            | Medalla de plata   | Eliminación        |
| 2019               | Brno (República Checa)    | Medalla de bronce  | Eliminación        |
| 2021               | Novi Sad (Serbia)         | Medalla de plata   | Eliminación        |